# Freddy (film, 1978)
Pour les articles homonymes, voir Freddy.
Pour plus de détails, voir Fiche technique et Distribution.
Freddy est un film français sorti en 1978 réalisé par Robert Thomas. Celui-ci y adapte au cinéma une pièce de théâtre au titre éponyme dont il est l'auteur, créée le 6 décembre 1968 au théâtre des Variétés, avec à l'époque Fernandel dans le rôle-titre.

## Synopsis
Parce qu'il a d'énormes difficultés d'argent et parce qu'il ne peut s'offrir la publicité nécessaire à la bonne marche de son cirque, le directeur-clown Freddy (incarné à l'écran par Jean Lefebvre) a recours, pour la énième fois, à la baronne de Berg, sa "bienfaitrice", qui pratique des taux d'intérêt usuraires. Ce n'est pas de gaîté de cœur que Freddy accepte de revoir celle qui ne consent à lui prêter que parce qu'elle est follement éprise de lui. Mais, cette fois, malgré ses problèmes, Freddy refuse les conditions proposées. Or la baronne est assassinée et la police a tôt fait de le soupçonner. Freddy, qui n'est pour rien dans cette affaire, imagine pourtant un stratagème propre à redonner un nouvel essor à son entreprise. Grâce au complaisant inspecteur Paulus, il bénéficie donc d'une arrestation mouvementée et son procès est largement retransmis par les médias. Le cirque ne désemplit bientôt plus et quand Freddy est acquitté, après le témoignage d'Eva, la nièce de la baronne, il peut reprendre sa place dans l'euphorie générale. C'est alors qu'apparaît une jeune femme, Margot, qui prétend être la meurtrière. Elle exerce aussitôt un chantage sur Freddy, lequel, après avoir mené sa propre enquête, découvre qu'elle lui a menti en même temps qu'il confond Eva, la véritable criminelle.

## Fiche technique
- Réalisation, scénario et dialogues : Robert Thomas
- Assistant réalisateur : Alain Nauroy
- Production : Jean-Pierre Rawson
- Montage : Michel Lewin
- Année : 1978
- Genre : comédie
- Durée : 90 minutes
- Pays d'origine :  France
- Date de sortie : 
  - France : 12 avril 1978

## Distribution
- Jean Lefebvre : Frederic Corban, dit "Freddy"
- Pierre Doris : Papa-Gigot
- Marie-Christine Adam : Eva de Berg
- Sophie Daumier : Georgette Roumagnac
- Richard Darbois : Nicolas Corban
- Robert Dalban : Antony, l'avocat
- Robert Thomas : l'inspecteur Paulus
- Pascal Mazzotti : l'huissier
- Viviane Gosset : baronne de Berg
- Sandra Barry : Loulou
- Evelyne Bellego (Diane Bellego) : Thérèse
- Jackie Sardou : la femme à barbe
- Jean-Pierre Sitbon : José
- Guy Pépin
- André Mathis